# Truncate (SQL)
TRUNCATE — у мовах, подібних до SQL, DDL-операція видалення усіх рядків таблиці. Логічно еквівалентна операції DELETE без оператора WHERE, однак часто виконується швидше та потребує менших ресурсів системи .

## Синтаксис
Загальний синтаксис команди:
```
TRUNCATE
 
TABLE
 
<
Ім'я
 
Таблиці
>

```

Наслідком виконання такої команди є повне видалення усіх рядків таблиці <Ім'я таблиці>. Причому сама таблиця залишається (на відміну від команди DROP TABLE)

## Відмінності від оператора DELETE
Основні відмінності між операторами TRUNCATE та DELETE, що можуть бути в різних реалізаціях СУБД:
- Операція TRUNCATE не записує до журналу подій (log-файл) видалення окремих рядків. Як наслідок, не активуються тригери.
- Після операції TRUNCATE у деяких СУБД (наприклад, Oracle) відбувається неявна операція COMMIT. Тому видалені з таблиці записи не можна відновити операцією ROLLBACK. Втім, існують і СУБД, в яких операція TRUNCATE може брати участь у транзакціях, наприклад, Microsoft SQL Server.
- Операція DELETE блокує кожний рядок, а TRUNCATE — усю таблицю.
- Операція TRUNCATE не повертає якогось значення (зазвичай повертає 0) на відміну від DELETE, що повертає кількість видалених рядків.
- Операція TRUNCATE, у деяких СУБД (наприклад, у MySQL, де вона еквівалентна послідовності команд DROP TABLE ... та CREATE TABLE ... [2]), обнуляє значення лічильників (для полів з AUTOINCREMENT).

Загалом, реалізація оператора TRUNCATE може залежати від вибору конкретної СУБД. Тому в кожному випадку слід читати документацію відповідної системи.